# ブルートリップ.
ブルートリップ.は、日本のアイドルグループである。所属事務所はアド・プランニング。デュオとして結成され一時は4人組グループとなった。

## 略歴
平成の世で昭和歌謡（ノスタルジックサウンド）を歌うユニットとしてプロデュースされ、楽曲提供の多くを町あかりが行っているほか、工藤静香の楽曲カバーを持ち歌とする。「ブルートリップ」と表記されることもあるが、正式表記は末尾のドットを含む「ブルートリップ.」。
結成メンバー2人とも2015年2月から12月まで活動し解散した紅茶パレットのメンバー。紅茶パレットは所属事務所の契約満了とともに全員退所し解散。その後ソロ活動をしていた菜友と、学業専念していたひなた、そして芸能部を立ち上げたアド・プランニングが出会い結成された経緯がある。
2016年2月7日、 秋葉原 club goodmanでライブデビュー。同月18日のクールジャパン主催 Japan Expo「Tokyo Candoll」に出場。10月に1stシングル｢アンタの友達じゃナイ！｣を発売しデビュー。
2017年に北野愛実、東山あやのが加入するが、西ひなたが10月に脱退する。同年12月、北野愛美が卒業。
2018年10月16日に小原一華、一ノ瀬紗綾が加わり再び4人組となる。
2019年2月11日、一ノ瀬紗綾卒業公演。19日、南中がマネジメント規約違反により契約解除。
オリジナルメンバーの脱退という事態を協議し、2019年2月24日のライブをもって解散。残った2名のメンバーは事務所に残る。

## メンバー
- 東山 あやの
- 小原 一華

## 元メンバー
- 西 ひなた（にし ひなた、1997年4月5日 - （28歳））
  - 神奈川県出身。血液型はA型。身長161cm、体重43.5kg。バスト78cm　ウエスト57cm　ヒップ83cm。
  - 趣味は邦楽ロック鑑賞、絵を描くこと、ギター。性格が読めない変わり者。ブルートリップ.の衣装デザインも担当[2]。
  - 2015年6月から11月までアイドルユニット「紅茶パレット」に在籍。
  - ミスiD2018吉田豪賞[3]。オリジナルメンバー。2017年10月の脱退以降は“れ音”（れいん）として歌手を続ける。
- 北野 愛実
- 一ノ瀬 紗綾（いちのせ さや）
  - 学業との両立が困難となり卒業。
- 南中 菜友（みなみなか なゆ、1995年7月2日 - （29歳））[4]
  - 千葉県出身。血液型はB型。身長157cm、体重43kg。バスト85cm　ウエスト60cm　ヒップ86cm。
  - 特技はバスケットボール。野球観戦。番組企画で1000本ノックを受けたほど体育会系である。
  - 2015年6月から11月までアイドルユニット「紅茶パレット」に在籍。
  - 2019年2月19日、オリジナルメンバー。マネジメント規約違反により契約解除。

## 作品

### CD
- 「アンタの友達じゃナイ」（2016年10月5日、ダイキサウンド）カップリングは「やさしい麦茶」）いずれも作詞作曲は町あかり[5]。

## 出演

### 主催ライブ
- 「ブルートリップ.初主催Live」（2016年10月29日、柏616）
- 「ブルトリ.主催Live2」（2016年12月11日、柏04）

### テレビ
- 「アイドルミュージックパワーライブ」（2016年4月17日、TOKYO MX）
- 「目指せ！超ドSフェスタしずおか。四二〇〇八五五」（2017年2月9日、静岡放送）SparklePinkRubyとの合体ユニット、ブルビーとして出演。
- 全力坂（2019年2月、テレビ朝日） - 南中のみ

### CM
- 「ラクスル」（2015年5月 - ） - 女子高生 役。南中のみ
- 「上田嘉一郎商店」　2015年5月 - ） - 南中のみ
- 「NTT Docomo」（2015年5月 - ） - 西のみ

### その他イベント
- 「忍者WARS in東京タワー×シアタープロレス花鳥風月」（2017年3月5日、東京タワースタジオ）[6]
- 「武道館アイドル博2017」（2017年5月6日、日本武道館）[7] - ブルートリップ＆sparklepinkrubyとして出演
- レイナプロモーション　REINA女子プロレス（2018年10月2日、東京・東部フレンドホール）[8] - 南中のみ